# ثقة حسابية
في أمن المعلومات، الثقة الحسابية هي الحصول على هيئات موثوقة أو على ثقة المستخدم من خلال التشفير. في الأنظمة المركزية، يعتمد الأمن عادةً على هوية الأطراف الخارجية المصادق عليها. سمحت آليات المصادقة القوية، كالبنيات التحتية للمفاتيح العامة أو بروتوكول كيربيروس، لهذا النموذج بالامتداد إلى الأنظمة الموزعة ضمن بضعة مجالاتٍ متعاونةٍ بشكل وثيق أو ضمن مجالٍ إداري وحيد. انتقلت علوم الحاسوب خلال السنوات الأخيرة من الأنظمة المركزية إلى الحوسبة الموزعة. كان لهذا التطور عدة تأثيرات على نماذج الأمان والسياسات والآليات المطلوبة لحماية معلومات المستخدمين ومصادرهم في بنيات حوسبة تحتية تزداد ترابطًا.
لا يمكن لآليات الأمن المعتمدة على الهوية السماح بإتمام عملية ما دون المصادقة على الكيان المُدّعي. يعني ذلك أنه لا يمكن حدوث أي تفاعل إلا عندما يكون الطرفان معروفين من قبل أطر المصادقة. بناءً على ذلك، تتطلب التفاعلات العفوية واحدة أو أكثر من هيئات الشهادات الموثوقة. في السياق الحالي، لا تؤخذ البنيات التحتية العامة بعين الاعتبار لأنها تعاني مشاكل معينة، لذلك من غير المرجح أن تثبت نفسها معيارًا مرجعيًا في المستقبل القريب. يمكن للمستخدم الذي يرغب بالتعاون مع طرف آخر أن يختار بين تمكين الأمان وبالتالي تعطيل التعاون التلقائي، أو تعطيل الأمان وتمكين التعاون التلقائي. يُعد واحدًا من الأمور الأساسية أن تنجز أجهزة المحمول ومستخدموها عمليةَ المصادقة بطريقة مستقلة دون الاعتماد على بنية تحتية شائعة للمصادقة. للتغلب على هذه المشكلة، يجب أن نواجه التحديات التي تطرحها «الحوسبة العالمية»، وهي مصطلح صاغه الاتحاد الأوروبي لمستقبل مجتمع المعلومات العالمي، وتحديد تأثيرها على الأمن.

## نبذة تاريخية
تطبّق الثقة الحسابية المفهومَ البشري للثقة على العالم الرقمي، الذي يُعتبر عالمًا خبيثًا أكثر من كونه عالمًا تعاونيًا. تتمثل الفوائد المتوقعة منها، وفقًا لمارشال وآخرين، باستخدام كفاءات الآخرين من خلال التفويض، وزيادة التعاون في بيئة منفتحة وأقل حماية. تتوجه الأبحاث في مجال الآليات الحسابية للثقة والشهرة في المجتمعات الافتراضية نحو زيادة الموثوقية والأداء في المجتمعات الرقمية.
يُعد اتخاذ قرار معتمد على الثقة في نطاق محدد عمليةً متعددة المراحل. تتمثل الخطوة الأولى في هذه العملية بتعريف بيانات الدخل المناسبة، أي دليل الثقة، واختيارها. عمومًا، تكون هذه البيانات خاصة بالنطاق فقط، وهي مستخلصة من عملية التحليل التي تُجرى على التطبيق المعني. في الخطوة التالية، يُطبق حساب الثقة على الدليل لإنتاج قيم الثقة، وذلك يعني تقدير مدى موثوقية هذه الكيانات في ذلك النطاق بالتحديد. يُحدد اختيار الدليل وحساب الثقة اللاحق له بمفهوم الثقة المعرف في نموذج الثقة. أخيرًا، يُتخذ قرار الثقة من خلال أخذ القيم المحسوبة والعوامل الخارجية بعين الاعتبار، كالتنسيق وتقييم المخاطر.